# Michael Thomas (músico)
Michael "Moose" Thomas (4 de junio de 1981) es reconocido por haber sido el baterista de la banda galesa de Metalcore Bullet For My Valentine hasta su salida oficial el 4 de diciembre de 2017 . El tocaba junto con Matt Tuck (voz, guitarra rítmica), Michael Paget (guitarra) y Jamie Mathias (bajo, coros). Él es conocido por su habilidad técnica y tocar con ambas manos. Él toca la batería en el estilo de mano abierta. Moose había grabado 5 discos con Bullet For My Valentine, The Poison, Scream Aim Fire, Fever, Temper Temper y el álbum más reciente Venom. Actualmente, forma parte de la banda Kill The Lights, como baterista; con quien ha sacado un álbum de estudio. Tiene dos hijos, una niña llamada Emily y un niño llamado Ben.
Su vida musical no comenzó originalmente tocando la batería. Tocó la guitarra durante dos años antes de coger las baquetas.

## Influencias
La lista de las más grandes influencias de Moose :
- Scott Travis de Judas Priest
- Vinnie Paul de Pantera
- Dave Lombardo de Slayer
- Lars Ulrich de Metallica

## Equipo
Michael Thomas toca una batería marca Pearl, platillos Zildjian. Thomas usa doble pedal en todas las canciones de Bullet For My Valentine.
A excepción de una, temper temper, ahí utiliza un riff rápido con el pedal, mas no doble pedal y/o doble bombo. En el nuevo álbum Venom regresa con tiempos de batería con doble pedal haciendo un estilo más pesado.